# Johnstone (ort)
Johnstone är en ort i Storbritannien.   Den ligger i kommunen Renfrewshire och riksdelen Skottland, i den nordvästra delen av landet, 600 km nordväst om huvudstaden London. Johnstone ligger 36 meter över havet och antalet invånare är 15 705.
Terrängen runt Johnstone är platt åt nordost, men åt sydväst är den kuperad. Runt Johnstone är det ganska tätbefolkat, med 111 invånare per kvadratkilometer. Närmaste större samhälle är Glasgow, 16,6 km öster om Johnstone. Trakten runt Johnstone består i huvudsak av gräsmarker.
Johnstone är hemorten för den världsberömda stjärnkocken Gordon Ramsay